# 베른 공항

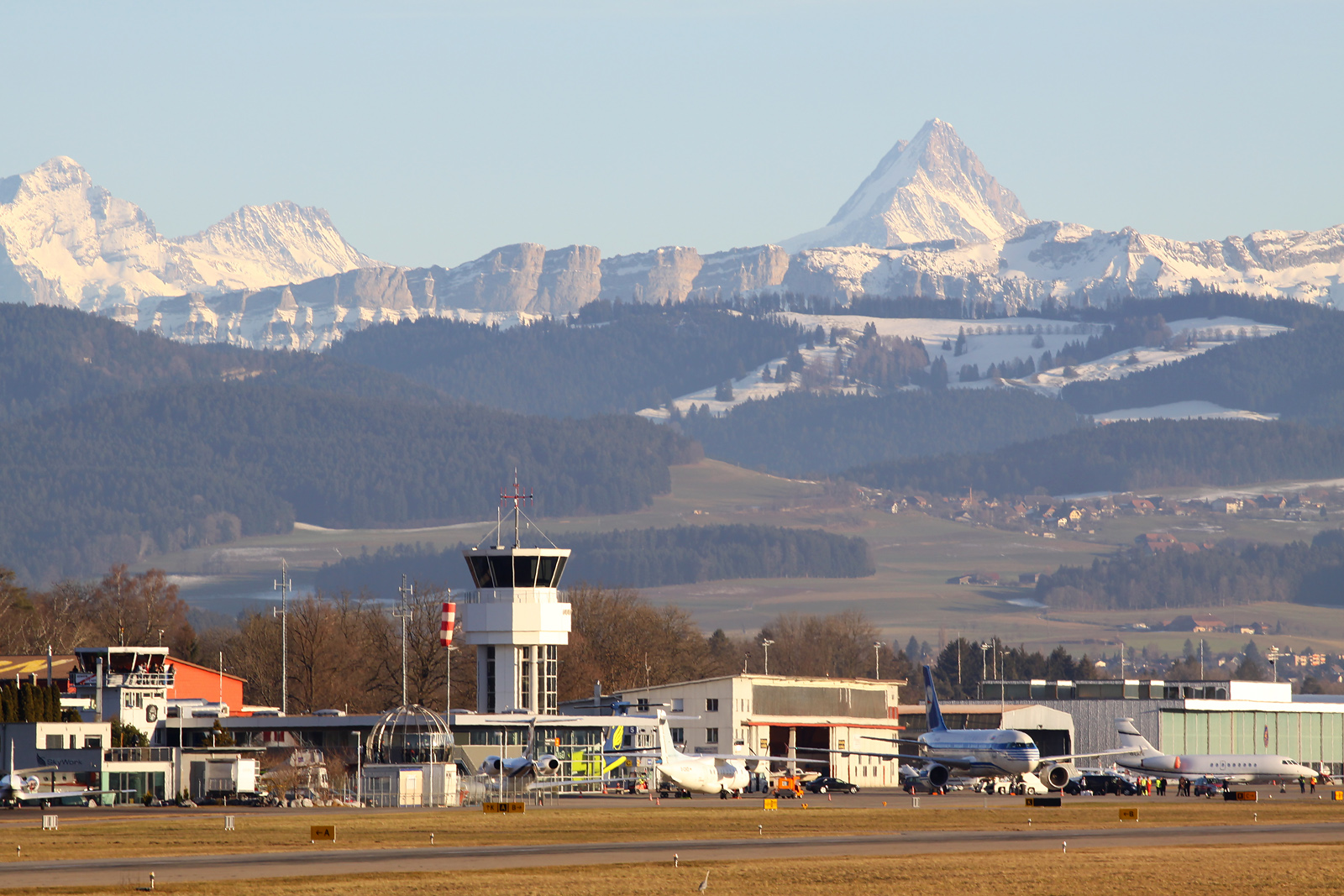

베른 공항(Bern Airport, Regional Aerodrome Bern-Belp, IATA: BRN, ICAO: LSZB / LSMB, 독일어: Regionalflugplatz Bern-Belp)은 스위스의 사실상 수도인 베른을 관할하는 지역 비행장이다.
이 비행장은 벨프에 위치하며 일부 유럽 도시권 및 일부 휴양지의 항공편을 제공한다. 2016년 183,319명을 수용했는데 이는 2015년 대비 3.5% 하락한 것이다.
1929년 설립되었다.

## 같이 보기
- 스위스의 교통